# Siemens S70/S700 et Avanto
,,
Le Siemens S70/S700 et la variante européenne le Siemens Avanto, aussi désigné U 25500 par la Société nationale des chemins de fer français (SNCF), est une gamme de métro léger, tram-train ou tramway à plancher bas construits par Siemens Mobility.
Les S70 et S700 sont conçus pour le marché américain où les véhicules sont utilisés sur plusieurs réseaux de tramways. Le S70 a été fabriquée de 2002 à 2017 et le S700 lui succède depuis 2014, mais la dénomination S700 n'a été introduite qu'en 2019 et appliquée rétroactivement à certaines versions de S70 construites dans les années précédentes.
L'Avanto a été construit pour le marché européen à partir de 2006 et a été exclusivement vendu à des réseaux de tram-trains qui, en tout ou en partie, partagent leurs voies avec des trains ferroviaires lourds. À ce jour, l'Avanto a été vendu à deux réseaux de tram-train en France.

## Histoire

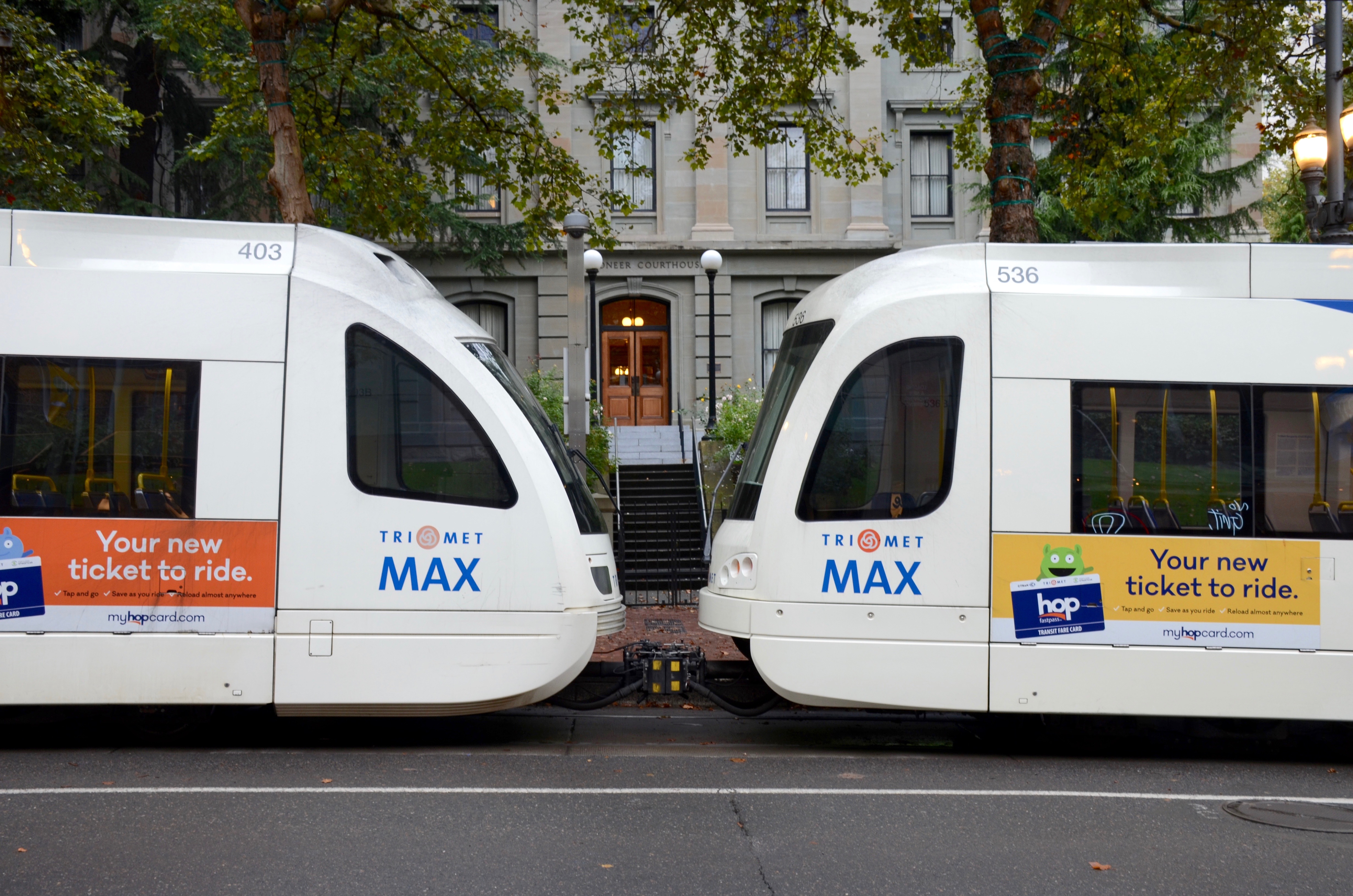
Le design des cabines des s70 a évolué avec le temps : à gauche le dessin originel, à droite le dessin modifié.

La première commande de véhicules S70 aux États-Unis, où le modèle à trois caisses était à l'origine connu sous le nom de S70 Avanto mais est rapidement devenu connu uniquement sous le nom de S70, a été passée en 2001 pour le métro léger de Houston (Texas) et la première voiture a été reçue en avril 2003,,. Cette première série de S70 est entrée en service le 1er janvier 2004, jour de l’ouverture du réseau de Houston.
Le premier achat de la version européenne, un tram-train à cinq caisses vendu sous le nom Avanto, a été une commande de 15 rames passée en juillet 2002 par la SNCF, pour équiper la nouvelle ligne 4 du tramway d'Île-de-France mise en service en 2006,.
Dans les usines américaines de Siemens à Sacramento en Californie, seul le modèle S700 reste en production, les derniers S70 ayant été construits en 2017, pour le système de métro léger Metro Transit de Minneapolis-Saint Paul. Le numéro de modèle S700 a été adopté par Siemens Mobility en 2019 comme un changement de nom d'une version du S70 qui était en production depuis 2014,. Cette nouvelle version résulte d'une refonte dans laquelle Siemens a adapté le bogie de la caisse centrale utilisé sur le Siemens SD660 (en) (construit de 1996 à 2005) au S70, dans le but de permettre l'utilisation de sièges longitudinaux (orientés latéralement), à la place des sièges transversaux, pour un meilleur confort et une meilleure circulation des passagers . Les première rames construites selon la conception la plus récente étaient les voitures « Type 5 » du métro léger de Portland en Oregon en 2014, mais initialement Siemens a d'abord continué à vendre des rames avec les deux configurations sous le nom S70. En 2019, l'entreprise a commencé à utiliser la désignation S700 pour les nouvelles commandes et, en 2020, elle a appliqué rétroactivement la désignation S700 à toutes les rames construites selon la nouvelle conception introduite en 2013 ou 2014. Depuis la fin de 2017, seule la version désignée S700 est produite, et les dernières rames produites et désignées sous l'appellation S70 étaient une commande de cinq voitures pour le réseau Metro Transit de Minneapolis-Saint Paul qui ont été livrées à l'automne 2017.

## Caractéristiques

### Description
Les S70, S700 et Avanto ont une conception modulaire et peuvent être construits dans un certain nombre de tailles et de configurations différentes.
La version standard ou métro léger des S70 et S700 mesure 29 m de long, bien que les premières S70 livrées aient une conception de cabine différente et plus longue qui étendait la longueur à 29,1 m. La version tramway du S700 mesure 25,98 m de long, soit environ 3 m de moins que la version standard. Siemens propose également une variante courte US ou « Ultra Short » à 24,8 m, soit environ 4,3 m de moins que la version standard. Le métro léger de San Diego et le métro léger de Salt Lake City ont ainsi acheté ces variantes. Les Avantos construits pour la France ont une longueur de 36,68 m,.
Le changement majeur entre le S70 et le S700 réside dans la partie centrale du véhicule. Le S700 a des sièges longitudinaux dans cette section avec des passagers placés face-à-face, tandis que le S70 avait des sièges transversaux plus traditionnels avec des passagers assis quatre-par-quatre, avec une allée entre les deux. Ce changement de 2013, qui a été fait pour éliminer une disposition des sièges qui avait été critiquée comme étant exiguë et faciliter le mouvement des passagers dans cette section a été le principal changement de conception qui a finalement conduit Siemens à adopter (en 2019) le nouveau nom de modèle pour désigner la conception modifiée. Le S700 dispose également de quelques mises à niveau technologiques.
La plupart des véhicules sont bidirectionnels, avec des postes de conduite aux deux extrémités et des portes des deux côtés. Une exception, les 40 rames en service sur le métro léger de Portland sont unidirectionnelles mais exploitées en unité multiple avec deux rames attelées par l'extrémité dépourvue de poste de conduite ce qui compense ce manque. L'exploitant TriMet est toutefois revenu à un design bidirectionnel pour sa dernière commande de S700 en 2019.
Les modèles S70, S700 et Avanto peuvent être configurés pour fonctionner sur divers systèmes d’alimentation électrique aériens. Les Avantos commandés pour la France sont bicourant 750 V et 25 kV-50 Hz ; en outre la caisse est renforcée par rapport à un tramway classique et le gabarit est adapté.
Les réseaux américains utilisent diverses tensions, notamment 600 V, 750 V et 1500 V.
Les S70 et S700 peuvent également être équipés pour s'atteler avec les anciens modèles de métro léger de Siemens : les S70 et S700 du métro léger de San Diego fonctionnent fréquemment en unité multiple avec des Siemens SD-100 (en) à plancher surélevé.

### Architecture des rames

#### Avanto
Chaque rame est composée de cinq modules reposant sur quatre bogies, comprenant :
- une caisse reposant sur un bogie moteur d'extrémité et en porte-à-faux sur une nacelle porteuse ;
- une nacelle porteuse, caisse courte (sorte d'intercirculation) à peine plus longue que le bogie non motorisé qui la porte ;
- une caisse en porte-à-faux sur les deux nacelles porteuses ;
- une deuxième nacelle porteuse ;
- une deuxième caisse motrice d'extrémité.

La configuration qui en résulte donne une composition M+NP+R+NP+M
Les cinq portes par face, à deux vantaux, ont une largeur de 1,30 mètre. Elles sont louvoyantes/coulissantes, avec comble-lacune pour les quais.
La livrée retenue pour les rames franciliennes est la livrée Transilien à base de bleu rehaussée de berlingots de couleur.
Les rames sont climatisées et possèdent un affichage de ligne dynamique, un système de vidéo-surveillance et une rétrovision extérieure par caméras.
Elles ont une capacité de 242 voyageurs (dont 80 assis + 6 sur strapontins) et leur plancher bas sur 80 % de leur longueur les rend accessibles aux personnes à mobilité réduite.
À leurs débuts, les U 25500 avaient leur bogies d’extrémités visibles ; depuis, ils ont été recouverts par un bandeau métallique bleu, s’accordant avec la livrée.

## Commercialisation

### France
Désignée sous le nom commercial Avanto, la version européenne du S70 a été vendue à 27 exemplaires en France à la SNCF qui l'exploite dans le Haut-Rhin sur des dessertes de type tram-train. La dénomination SNCF de ce matériel est U 25500.
Les quinze rames d'Île-de-France circulaient sur la ligne 4 du tramway d'Île-de-France depuis son ouverture le 18 novembre 2006 jusqu’au 26 avril 2023 et à partir du 4 juillet 2011 sur la ligne d'Esbly à Crécy-la-Chapelle intégrée à la ligne P du Transilien. Sur cette dernière desserte, elles sont remplacées depuis le 8 mars 2022 par des rames Alstom Citadis Dualis de la ligne 11 du tramway d'Île-de-France. Sur la ligne T4 du tramway, Île-de-France Mobilités s’est débarrassé de l'effectif des 15 rames Avanto, en prétextant que ces dernières sont peu fiables et peu performantes, sources de pannes fréquentes et trop chères et difficiles à entretenir et provoquant contraintes d'exploitation avec la présence de deux matériels différents sur la ligne, s'ajoutant à cela l'incompatibilité de ces rames pour la branche de Montfermeil ; ceci s’est confirmé par une commande supplémentaire de rames Dualis de la part d'IDFM auprès d'Alstom et une revente possible des Avanto en Allemagne.
Douze autres rames (sur les vingt en option) circulent sur le tram-train de Mulhouse, la première rame ayant été livrée le 6 novembre 2009.
En mai 2023, les Avanto du Transilien sont garées bon état (GBE) et mises en vente sur internet. Elles avaient déjà été mises en vente en 2022, manifestement sans succès. La radiation du parc débute en octobre 2023 et s'achève en avril 2024.

#### Parc U 25500
- Noisy-le-Sec (0 exemplaires au 16/04/2024)
- Mulhouse (12 exemplaires au 21/02/2023)

### Commandes annulées
Une commande de 22 rames S70, passée en 2006 par Ottawa (Ontario) pour une extension de l'O-Train, a par la suite été annulée. Des problèmes politiques avaient entraîné l’annulation de l’ensemble du projet d’extension, ce qui a entraîné des poursuites intentées par Siemens et d’autres entrepreneurs contre la ville d’Ottawa.

## Galerie de photographies

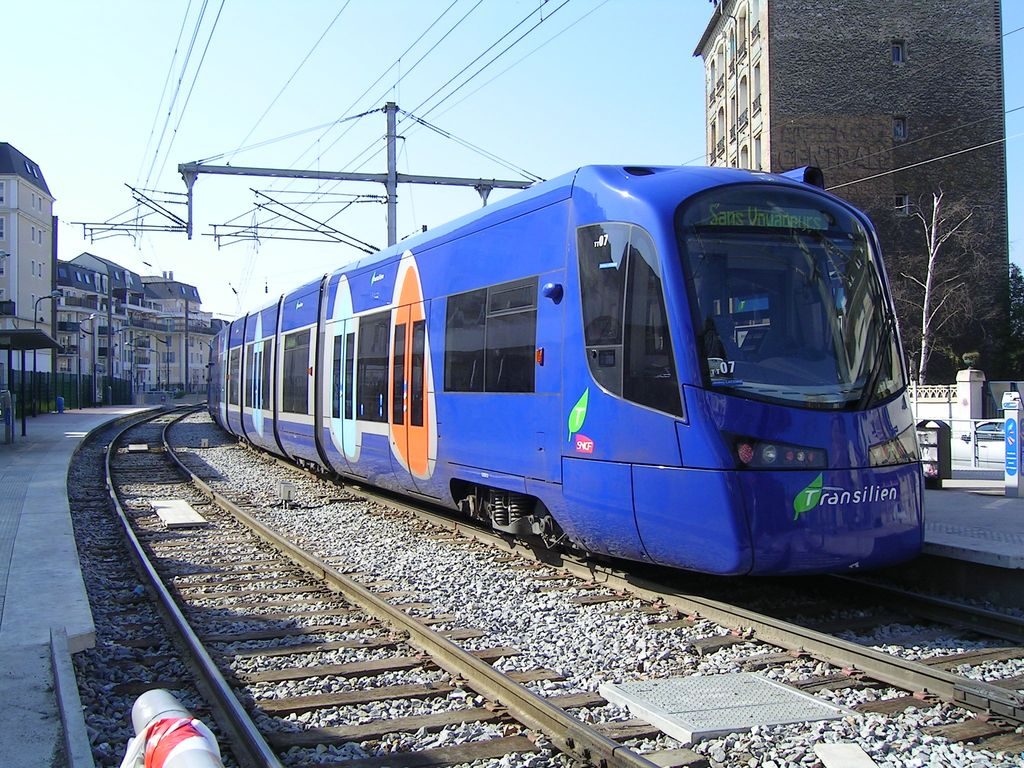
Rame Avanto sur la ligne 4 du tramway d'Île-de-France.
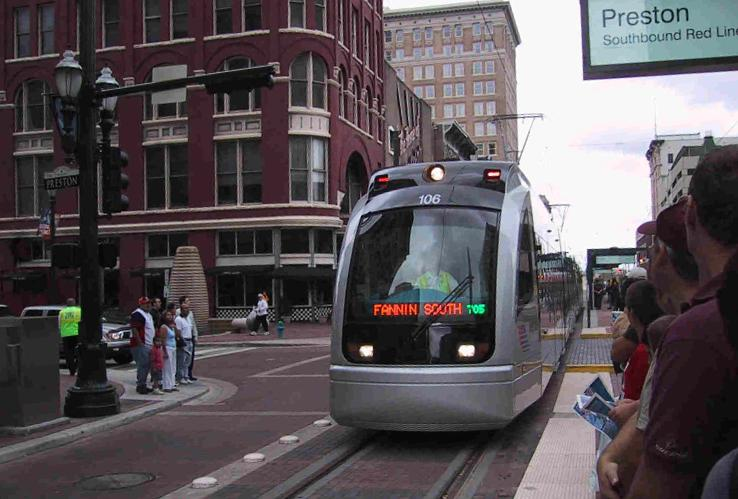
Rame S70 à Houston (Texas, États-Unis).
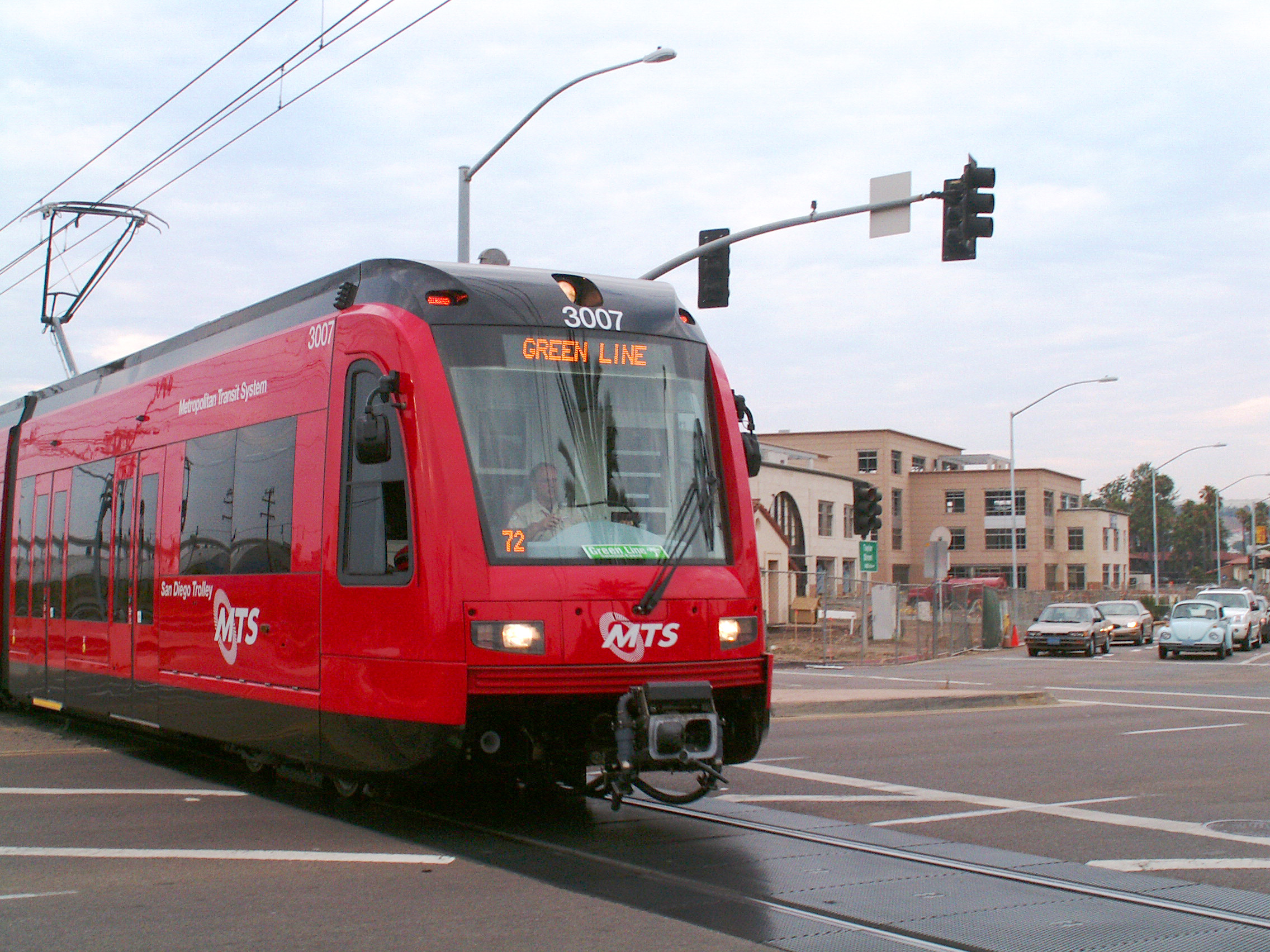
Rame S70 à San Diego (Californie, États-Unis).
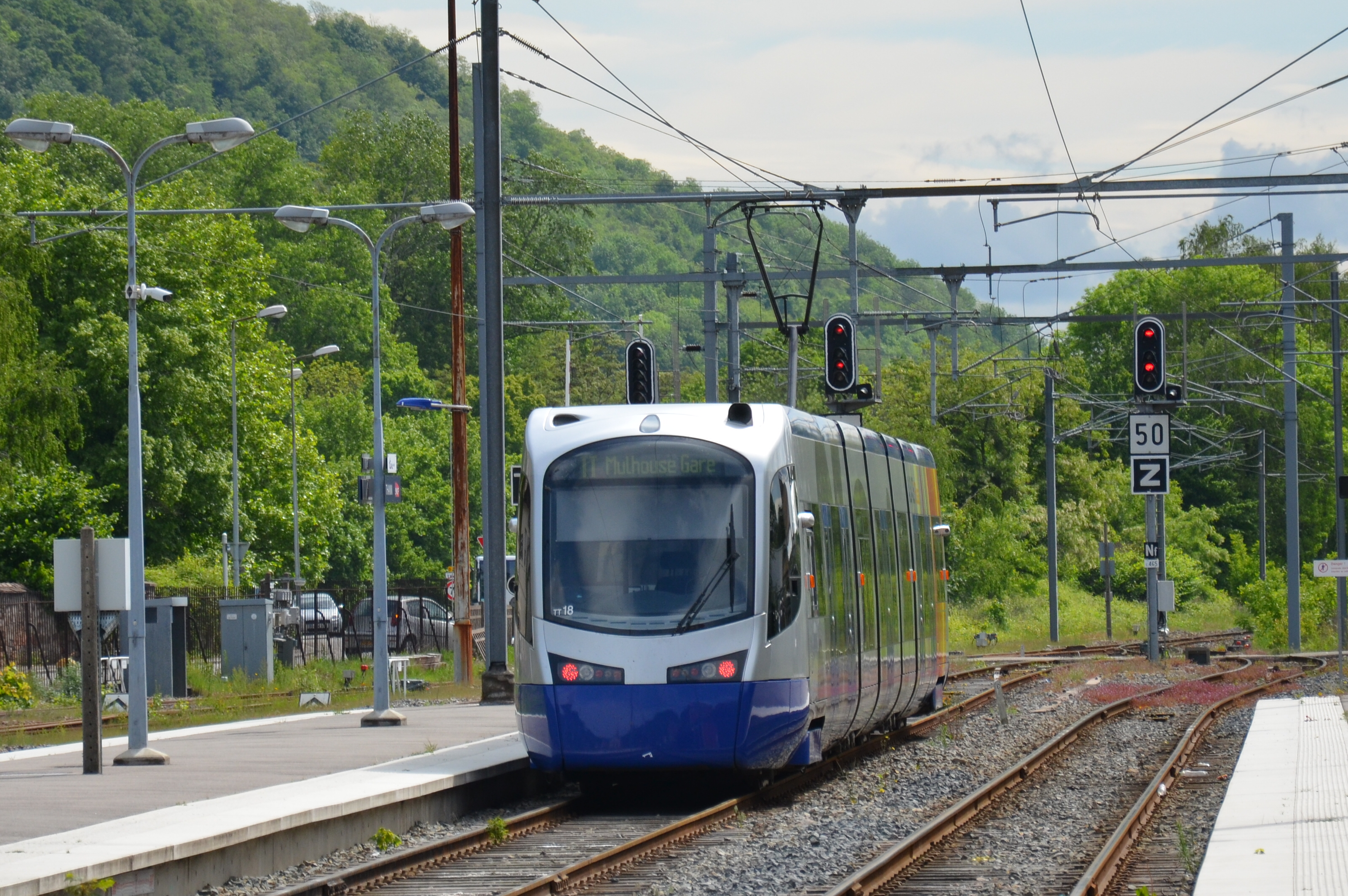
Avanto TER Alsace du Tram-train Mulhouse-Vallée de la Thur.